# Paolino Pellanda
Paolino Pellanda (Crodo, 20 maggio 1887 – Gravellona, 23 ottobre 1961) è stato un politico italiano.

## Biografia
Combattente decorato nella prima guerra mondiale come capitano di artiglieria, dopo la guerra si impegna per la causa degli ex combattenti tanto da venire candidato alla Camera nelle elezioni del 1924. Eletto nel listone fascista prende le distanze da Mussolini con l'approvazione delle leggi fascistissime e l'instaurazione della dittatura, rifiutando la nomina a console italiano in Svizzera. Allontanatosi dalla politica si mantiene con l'insegnamento liceale durante e dopo il ventennio fascista.